# Selbstverwaltungswahlen in Polen 2010
Die Selbstverwaltungswahlen in Polen 2010 fanden am 21. November und die zweite Runde am 5. und in Piechowice am 19. Dezember 2010 statt. Es wurden die Vertreter für die 16 Sejmiks, 379 Powiats und den 2521 Gminas gewählt. Die Wahlen festigten die Teilung der Parteienlandschaft Polens in die vier Parteien Platforma Obywatelska (Bürgerplattform), Prawo i Sprawiedliwość (Recht und Gerechtigkeit), Sojusz Lewicy Demokratycznej (Bund der Demokratischen Linken) und Polskie Stronnictwo Ludowe (Polnische Bauernpartei). Zugleich waren auf Powiat- und Gemeindeebene auch parteiunabhängige Kandidaten erfolgreich.

## Wahlkampf
Die beiden größten polnischen Parteien hatten während des Wahlkampfes mit Austritten zu kämpfen. So trat Janusz Palikot aus der Bürgerplattform aus und gründete die Partei Ruch Poparcia. Bei der Recht- und Gerechtigkeit kam es zum Austritt von prominenten Mitgliedern der Partei, darunter Europaabgeordnete. Diese gründeten die Partei Polska Jest Najważniejsza (Polen ist das wichtigste). Vor allem die Probleme der Recht und Gerechtigkeit drängten in den Medien den Wahlkampf der Partei in den Hintergrund. Unabhängige Wahlgruppierungen forderten eine Entkoppelung der Parteien bei den Selbstverwaltungswahlen. Sie warfen den Parteikandidaten eine zu große Abhängigkeit von den Parteizentralen und dem damit verbundenen Unvermögen die lokalen Probleme zu lösen vor. Dieser Forderung schloss sich, paradoxerweise, auch die Bürgerplattform an.
Für die Sejmiks kandidierten 75 Prozent parteigebundene Kandidaten, auf Ebene der Powiats waren es nur noch 56 Prozent, auf der Ebene der Gminas 45 Prozent.

## Wahlergebnisse

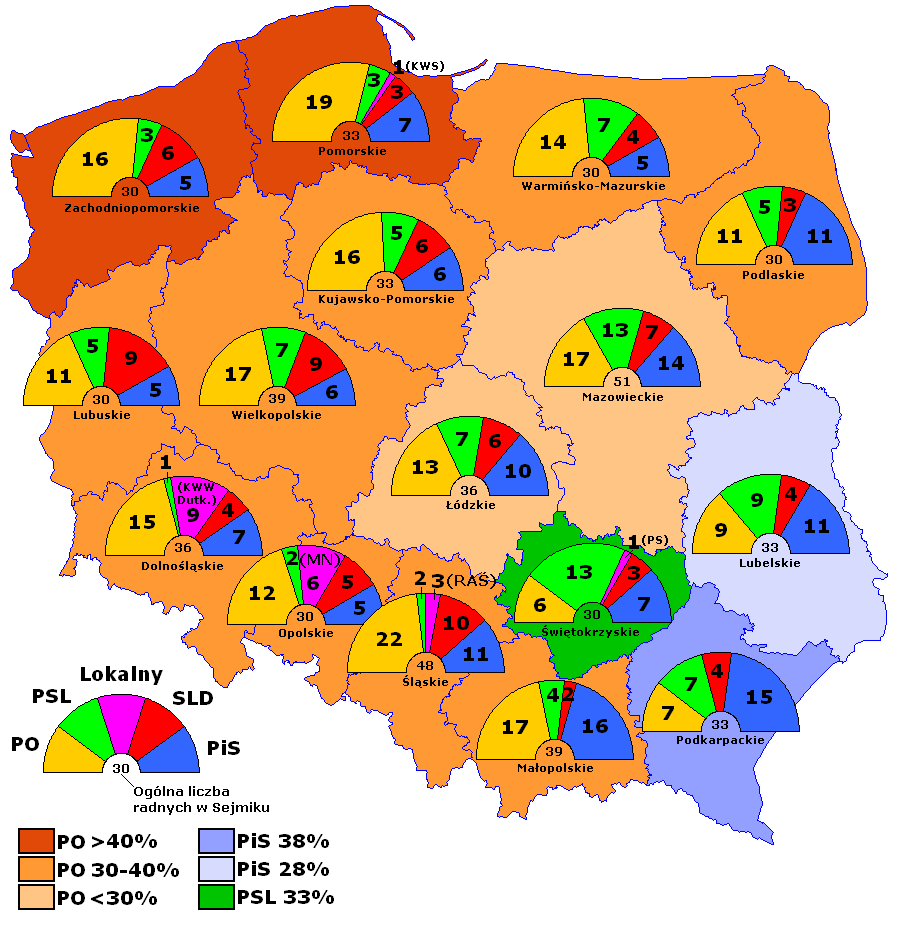
Verteilung der Sitze im Sejmik

Die Wahlbeteiligung betrug in der ersten Runde 47,32 Prozent was die höchste Wahlbeteiligung in der Geschichte der polnischen Selbstverwaltungswahlen war. Dabei war sie in der Woiwodschaft Heiligkreuz mit 53,59 Prozent am höchsten, mit 40,99 Prozent in der Woiwodschaft Opole am niedrigsten. Bei der zweiten Wahlrunde betrug die Wahlbeteiligung 35,31 Prozent.
Ein hoher Prozentsatz der Stimmen war ungültig, für die Gemeindevorsteherwahlen waren es 1,6 Prozent, bei den Gemeinderäten 5 Prozent, den Powiats 8 Prozent und den Sejmik-Wahlen sogar 12 Prozent. Dies entsprach zwei Millionen abgegebenen Stimmen.
Insgesamt verbesserte die Bürgerplattform ihre Position. Sie konnte in 13 Sejmiks die meisten Mandaten erhalten, bei den Wahlen 2006 waren es nur 10. Sie konnte die bis dahin in den Woiwodschaften Łódź, Kleinpolen sowie Podlachien führende Recht und Gerechtigkeit ablösen.

### Sejmik-Wahlen
| Ergebnisse der Sejmik-Wahlen |                 |                 |                  |                  |         |         |           |           |             |             |                 |                 |           |           |             |             |
| Sejmik der Woiwodschaft:     | Niederschlesien | Niederschlesien | Kujawien-Pommern | Kujawien-Pommern | Lublin  | Lublin  | Lebus     | Lebus     | Łódź        | Łódź        | Kleinpolen      | Kleinpolen      | Masowien  | Masowien  | Oppeln      | Oppeln      |
| Partei/Wahlbündnis           | %               | Mandate         | %                | Mandate          | %       | Mandate | %         | Mandate   | %           | Mandate     | %               | Mandate         | %         | Mandate   | %           | Mandate     |
| Platforma Obywatelska        | 30,4 %          | 15              | 33,8 %           | 16               | 23,0 %  | 9       | 33,9 %    | 11        | 27,0 %      | 13          | 33,8 %          | 17              | 28,6 %    | 17        | 31,9 %      | 12          |
| Prawo i Sprawiedliwość       | 17,4 %          | 7               | 17,8 %           | 6                | 28,4 %  | 11      | 17,0 %    | 5         | 24,2 %      | 10          | 31,7 %          | 16              | 23,8 %    | 14        | 17,4 %      | 5           |
| Polskie Stronnictwo Ludowe   | 8,3 %           | 1               | 14,5 %           | 5                | 23,1 %  | 9       | 14,5 %    | 5         | 18,8 %      | 7           | 10,3 %          | 4               | 22,3 %    | 13        | 12,1 %      | 2           |
| Sojusz Lewicy Demokratycznej | 12,3 %          | 4               | 17,4 %           | 6                | 12,6 %  | 4       | 26,1 %    | 9         | 18,0 %      | 6           | 9,5 %           | 2               | 14,5 %    | 7         | 16,7 %      | 5           |
| KWW R. Dutkiewicza           | 22,2 %          | 9               | –                | –                | –       | –       | –         | –         | –           | –           | –               | –               | –         | –         | –           | –           |
| Deutsche Minderheit          | –               | –               | –                | –                | –       | –       | –         | –         | –           | –           | –               | –               | –         | –         | 17,8 %      | 6           |
| Sonstige                     | 9,4 %           | –               | 16,6 %           | –                | 12,9 %  | –       | 8,6 %     | –         | 11,9 %      | –           | 14,7 %          | –               | 10,8      | –         | 4,0 %       | –           |
| Gesamt                       | 100 %           | 36              | 100 %            | 33               | 100 %   | 33      | 100 %     | 30        | 100 %       | 36          | 100 %           | 39              | 100 %     | 51        | 100 %       | 30          |
| Sejmik der Woiwodschaft:     | Karpatenvorland | Karpatenvorland | Podlachien       | Podlachien       | Pommern | Pommern | Schlesien | Schlesien | Heiligkreuz | Heiligkreuz | Ermland-Masuren | Ermland-Masuren | Großpolen | Großpolen | Westpommern | Westpommern |
| Partei/Wahlbündnis           | %               | Mandate         | %                | Mandate          | %       | Mandate | %         | Mandate   | %           | Mandate     | %               | Mandate         | %         | Mandate   | %           | Mandate     |
| Platforma Obywatelska        | 21,7 %          | 7               | 31,4 %           | 11               | 43,8 %  | 19      | 33,7 %    | 22        | 15,9 %      | 6           | 34,8 %          | 14              | 32,0 %    | 17        | 40,8 %      | 16          |
| Prawo i Sprawiedliwość       | 38,5 %          | 15              | 30,1 %           | 11               | 18,8 %  | 7       | 20,8 %    | 11        | 20,5 %      | 7           | 16,6 %          | 5               | 18,0 %    | 6         | 18,7 %      | 5           |
| Polskie Stronnictwo Ludowe   | 21,5 %          | 7               | 19,2 %           | 5                | 9,4 %   | 3       | 7,1 %     | 2         | 32,9 %      | 13          | 24,2 %          | 7               | 18,0 %    | 7         | 13,0 %      | 3           |
| Sojusz Lewicy Demokratycznej | 12,3 %          | 4               | 12,7 %           | 3                | 12,1 %  | 3       | 16,4 %    | 10        | 13,9 %      | 3           | 16,0 %          | 4               | 21,6 %    | 9         | 18,5 %      | 6           |
| Ruch Autonomii Śląska        | –               | –               | –                | –                | –       | –       | 8,5 %     | 3         | –           | –           | –               | –               | –         | –         | –           | –           |
| Sonstige                     | 5,9 %           | –               | 6,5 %            | –                | 15,9 %  | 1       | 13,6 %    | –         | 16,9 %      | 1           | 8,4 %           | –               | 10,4 %    | –         | 9,1 %       | –           |
| Gesamt                       | 100 %           | 33              | 100 %            | 30               | 100 %   | 33      | 100 %     | 48        | 100 %       | 30          | 100 %           | 30              | 100 %     | 39        | 100 %       | 30          |

| Partia | % der Stimmen | Zahl der Mandate |
| --- | ------------- | ---------------- |
| Platforma Obywatelska                                                                                     | 30,89 %       | 222              |
| Prawo i Sprawiedliwość                                                                                    | 23,05 %       | 141              |
| Polskie Stronnictwo Ludowe                                                                                | 16,30 %       | 93               |
| Sojusz Lewicy Demokratycznej                                                                              | 15,20 %       | 85               |
| KWW R.Dutkiewicza                                                                                         | 1,64 %        | 9                |
| KWW Janusza Korwin-Mikkego                                                                                | 1,22 %        | 0                |
| Ruch Autonomii Śląska                                                                                     | 0,97 %        | 3                |
| Deutsche Minderheit                                                                                       | 0,4 %         | 6                |
| Sonstige                                                                                                  | 10,3 %        | 2¹               |
| ¹ – Krajowa Wspólnota Samorządowa: 1 Mandat in Pommern; Porozumienie Samorządowe: 1 Mandat in Heiligkreuz |               |                  |

### Powiat-Wahlen
| Partia                       | % der Stimmen | Zahl der Mandate |
| ---------------------------- | ------------- | ---------------- |
| Platforma Obywatelska        | 20,91 %       | 1315             |
| Prawo i Sprawiedliwość       | 17,25 %       | 1085             |
| Polskie Stronnictwo Ludowe   | 15,88 %       | 999              |
| Sojusz Lewicy Demokratycznej | 7,84 %        | 493              |
| Lokale Parteien/Bündnisse    | 38,12 %       | 2398             |

### Gmina-Wahlen
|                              | Kreisfreie Städte | Kreisfreie Städte | Gemeinden über 20 Tsd. Einwohner | Gemeinden über 20 Tsd. Einwohner | Gemeinden unter 20 Tsd. Einwohner | Gemeinden unter 20 Tsd. Einwohner |
| Partei                       | % der Stimmen     | Zahl der Mandate  | % der Stimmen                    | Zahl der Mandate                 | % der Stimmen                     | Zahl der Mandate                  |
| Platforma Obywatelska        | 30,30 %           | 600               | 20,44 %                          | 1138                             | 3,04 %                            | 981                               |
| Prawo i Sprawiedliwość       | 18,43 %           | 365               | 13,68 %                          | 762                              | 5,13 %                            | 1655                              |
| Polskie Stronnictwo Ludowe   | 0,4 %             | 8                 | 3,56 %                           | 198                              | 12,93 %                           | 4175                              |
| Sojusz Lewicy Demokratycznej | 24,9 %            | 493               | 6,77 %                           | 377                              | 1,85 %                            | 596                               |
| Sonstige                     | 25,96 %           | 514               | 55,55 %                          | 3093                             | 77,05 %                           | 24.873                            |

### Stadtteile Warschaus
| Ergebnisse für die Warschauer Stadtteile |         |         |           |           |         |         |         |         |         |         |                |                |              |              |           |           |             |             |
| Stadtteil:                               | Bemowo  | Bemowo  | Białołęka | Białołęka | Bielany | Bielany | Mokotów | Mokotów | Ochota  | Ochota  | Praga-Południe | Praga-Południe | Praga-Północ | Praga-Północ | Rembertów | Rembertów | Śródmieście | Śródmieście |
| Partei/Wahlbündnis                       | %       | Mandate | %         | Mandate   | %       | Mandate | %       | Mandate | %       | Mandate | %              | Mandate        | %            | Mandate      | %         | Mandate   | %           | Mandate     |
| Platforma Obywatelska                    | 47,75 % | 14      | 40,72 %   | 12        | 49,55 % | 13      | 46,54 % | 15      | 37,43 % | 9       | 47,12 %        | 15             | 36,02 %      | 9            | 17,48 %   | 4         | 44,81 %     | 13          |
| Prawo i Sprawiedliwość                   | 19,21 % | 5       | 17,10 %   | 4         | 30,88 % | 8       | 25,55 % | 7       | 21,87 % | 5       | 28,12 %        | 7              | 29,83 %      | 8            | 10,14 %   | 2         | 28,75 %     | 7           |
| Sojusz Lewicy Demokratycznej             | 15,90 % | 3       | 10,46 %   | 2         | 17,64 % | 4       | 21,28 % | 6       | 17,90 % | 4       | 14,74 %        | 3              | 18,68 %      | 3            | 12,04 %   | 3         | 19,85 %     | 5           |
| Sonstige                                 | 17,14 % | 3       | 31,72 %   | 5         | 1,93 %  | –       | 6,63 %  | –       | 22,70 % | 5       | 10,02 %        | –              | 15,47 %      | 3            | 60,36 %   | 12        | 6,58 %      | –           |
| Gesamt                                   | 100,0 % | 25      | 100,0 %   | 23        | 100,0 % | 25      | 100,0 % | 28      | 100,0 % | 23      | 100,0 %        | 25             | 100,0 %      | 23           | 100,0 %   | 21        | 100,0 %     | 25          |

| Ergebnisse für die Warschauer Stadtteile |          |          |         |         |         |         |         |         |         |         |         |         |         |         |         |         |          |          |
| Stadtteil:                               | Targówek | Targówek | Ursus   | Ursus   | Ursynów | Ursynów | Wawer   | Wawer   | Wesoła  | Wesoła  | Wilanów | Wilanów | Wola    | Wola    | Włochy  | Włochy  | Żoliborz | Żoliborz |
| Partei/Wahlbündnis                       | %        | Mandate  | %       | Mandate | %       | Mandate | %       | Mandate | %       | Mandate | %       | Mandate | %       | Mandate | %       | Mandate | %        | Mandate  |
| Platforma Obywatelska                    | 34,71 %  | 11       | 29,72 % | 7       | 35,99 % | 11      | 39,83 % | 12      | 34,09 % | 6       | 41,60 % | 7       | 47,80 % | 14      | 28,69 % | 6       | 38,57 %  | 9        |
| Prawo i Sprawiedliwość                   | 27,83 %  | 9        | 23,78 % | 5       | 14,94 % | 4       | 26,40 % | 6       | 20,40 % | 3       | 17,42 % | 3       | 30,88 % | 6       | 28,16 % | 6       | 28,04 %  | 8        |
| Sojusz Lewicy Demokratycznej             | 11,83 %  | 1        | 7,72 %  | –       | 8,27 %  | –       | 4,94 %  | –       | 5,39 %  | –       | 8,37 %  | –       | 19,91 % | 5       | 10,45 % | 1       | 10,21 %  | –        |
| Sonstige                                 | 25,63 %  | 4        | 38,78 % | 9       | 40,80 % | 10      | 28,83 % | 5       | 40,12 % | 6       | 32,61 % | 5       | 1,41 %  | –       | 32,70 % | 8       | 23,18 %  | 4        |
| Gesamt                                   | 100,0 %  | 25       | 100,0 % | 21      | 100,0 % | 25      | 100,0 % | 23      | 100,0 % | 15      | 100,0 % | 15      | 100,0 % | 25      | 100,0 % | 21      | 100,0 %  | 21       |